# Natalspookkikker
De natalspookkikker (Hadromophryne natalensis) is een kikker uit de familie spookkikkers (Heleophrynidae).

## Naamgeving en taxonomie
De soort wordt ook wel Natalese spookkikker genoemd. De kikker werd voor het eerst wetenschappelijk gepubliceerd door John Hewitt in 1913 als Heleophryne natalensis behorend tot het geslacht Heleophryne. In 2008 werd de kikker onderverdeeld onder een nieuw monotypische geslacht Hadromophryne door Van Dijk.
De soortaanduiding natalensis betekent vrij vertaald 'wonend in Natal', dit was vroeger een provincie van Zuid-Afrika.

## Uiterlijke kenmerken
De mannetjes worden ongeveer 45 millimeter lang, de grotere vrouwtjes bereiken een lichaamslengte tot 63 mm. Spookkikkers hebben een zeer goede camouflage en vallen weg tegen de achtergrond. De ogen zijn echter opvallend oranje of geel gekleurd, en worden al snel opgemerkt, terwijl het lijf moeilijker te zien is. Hoewel de meeste gecamoufleerde kikkers zijn aangepast aan de kleur van de vegetatie waar ze in leven, hebben veel spookkikkers juist de kleur van de rotsen of grindbodem aangenomen. De lichaamskleur is donkerbruin tot zwart met over het hele lijf kleine onregelmatige gele streepjes, gebandeerde achterpoten en een wittige buik. De tenen hebben iets vergrote hechtschijven, deze soort kan goed klimmen, maar komt ook vaak op de bodem.

## Algemeen
Het is een nachtactieve soort die tijdens de schemering actief wordt en overdag in rotsspleten of onder stenen schuilt. De natalspookkikker komt alleen voor in Swaziland in Zuid-Afrika. De habitat bestaat uit bossige omgevingen met een beekje of stroom in de nabijheid, een stenige of rotsige bodem waar hij tussen kan schuilen. Het voedsel bestaat uit insecten. Er is niet veel bekend over de relatie met andere families van kikkers.

## Ontwikkeling
Larven van deze kikkers hebben net zoals de andere soorten spookkikkers een lange, uitgerekte bek maar ze missen de harde snavelachtige monddelen die de meeste kikkervisjes wel hebben. De larve eet algen, die met de monddelen van de rotsen worden geschraapt. De boven- en onderlip worden gebruikt om zich over rotsen te verplaatsen. Met de sterke monddelen kan de larve zelfs uit het water kruipen.